# Муниципальный музей Гааги
Муниципальный музей Гааги (нидерл. Het Gemeentemuseum Den Haag) — музей современного искусства (modern art), декоративно-прикладного искусства, моды и музыкальных инструментов в Гааге. Один из ведущих художественных музеев Нидерландов.

## Здание
Музей расположен в западной части района Зоргвлит, к северо-западу от центра Гааги. Он открылся в 1935 году, здание построено по проекту архитектора Хендрика Петрюса Берлаге и стало его последней большой работой (он умер в 1934 году). Строительство было завершено его зятем, Эмилем Эманюэлем Штрассером. В саду за музеем стоит павильон, также построенный по проекту Берлаге, носящий его имя.
Между 1995 и 1998 годами была проведена реставрация здания, которую выполнило архитектурное бюро Architectenbureau Braaksma en Roos. При этом музей был несколько расширен, в частности построен подвал под внутренним двориком.
В 1963 году по проекту архитектора Шурда Схамхарта к музею было пристроено юго-восточное крыло, соединённое с музеем центральной галереей. При реставрации галерея была разобрана.
В новом крыле в настоящее время размещаются Музей фотографии (Fotomuseum Den Haag) и музей современного искусства GEM (GEM Museum voor Actuele Kunst — специализируется уже на современном искусстве, которое contemporary art, а не modern art). Оба музея функционируют как подразделения Муниципального музея.

## История строительства
В 1906 году хранитель городского архива Гааги Хендрик Энно ван Гелдер выступил с предложением перевести исторические собрания города Гаага в новое здание. В 1912 году он был назначен директором Муниципального музея Гааги и приступил к разработке этих планов. По замыслу ван Гелдера, кроме уже существовавшего в тот момент исторического музея следовало построить музей старинного декоративно-прикладного искусства, музей современного декоративно-прикладного искусства, музей современного нидерландского искусства и музей современного мирового искусства. Кроме того, он предполагал построить большой выставочный центр с залом для чтений и залом для собраний. Все эти планы были заморожены в 1914 году с началом Первой мировой войны.
В 1919 году мэрия Гааги приняла решение о строительстве музея и выделила под него то место, где сейчас и находится музей. Проектирование было поручено Берлаге, который постоянно консультировался в ван Гелдером. Однако первый проект Берлаге был отклонён как слишком дорогой. И лишь второй, удешевлённый, проект был одобрен в 1927 году. Строительство началось в 1931 году и продолжалось четыре года. Музей открылся для посетителей 29 мая 1935 года.

## Собрание

### Искусство

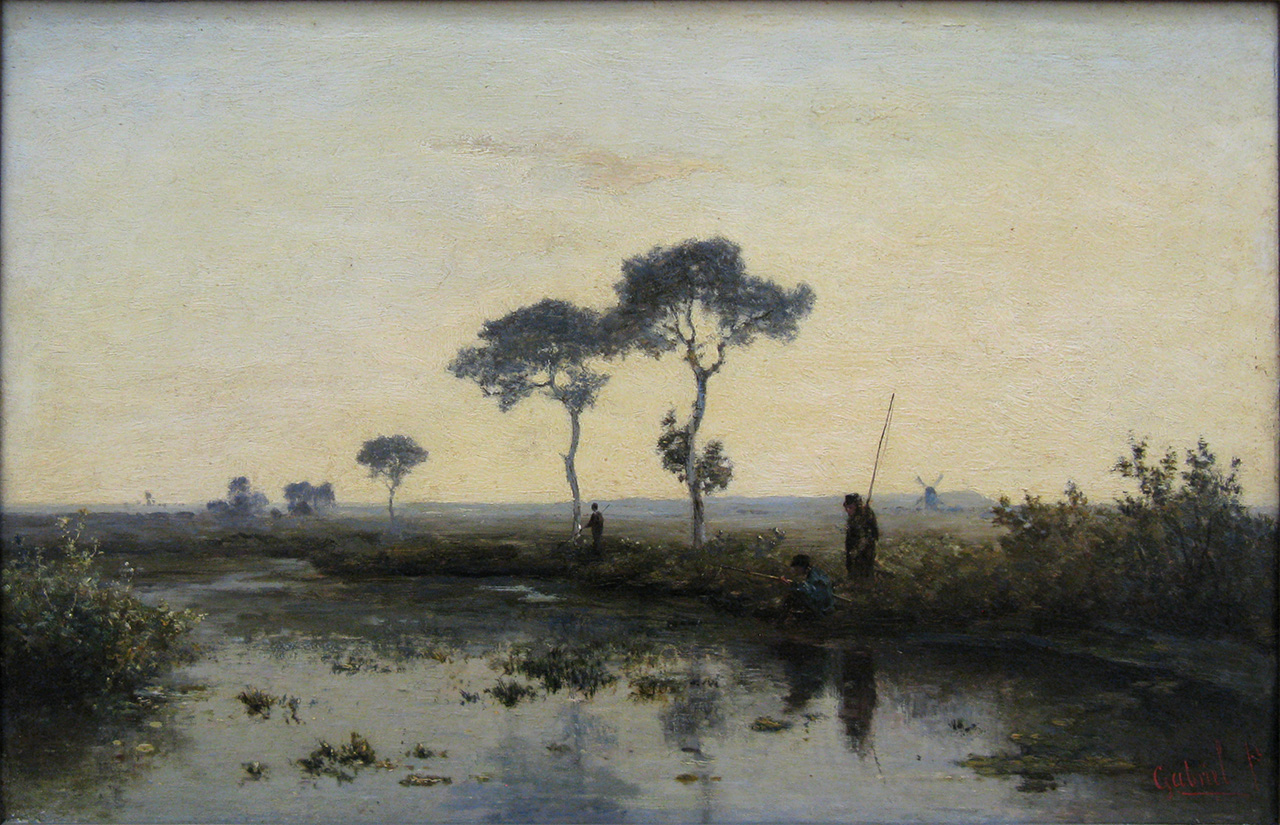
Пауль Габриэль, Рыбаки

Муниципальный музей содержит собрание нидерландской живописи с начала XIX века. Особое внимание уделено движениям и стилям, доминировавшим в искусстве Нидерландов в этот период: гаагская школа, символизм начала XX века, De Stijl и экспрессионизм. Среди прочего, в музее находится самое большое в мире собрание работ Пита Мондриана, охватывающее все периоды его творчества.
Кроме собрания нидерландской живописи, в музее имеется также относительно небольшое собрание мировой живописи XIX и XX веков, включающее работы Клода Моне, Пабло Пикассо и Фрэнсиса Бекона, а также отдел графики.
Коллекция искусства XXI века включает скульптуру и инсталляцию-клетку Луиз Буржуа, инсталляции Сары Лукас и Панамаренко, живопись Георга Базелица, Маттиаса Вайшера, Ими Кнёбеля (нем.), Йонатана Мезе и Даниэля Рихтера.

### Декоративно-прикладное искусство
Собрание включает керамику, стекло, серебро и мебель. Часть собрания организована в семь залов, представляющих различные стили и эпохи:
- Зал золота и кожи (около 1680);
- Зал гобеленов;
- Зал Людовика XV (около 1770);
- Японский зал (1720—1770);
- Зал Людовика XVI (около 1790);
- Внутренний зал;
- Зал Дейсельхофа (1894—1897).

## Список директоров музея
- Абрахам Якобус Сервас ван Ройен (Abraham Jacobus Servaas van Rooijen, 1887—1912);
- Хендрик Отто ван Гелдер (Hendrik Onno van Gelder, 1912—1941);
- Герхардус Кнютте (Gerhardus Knutte, 1941—1948);
- Викторине Хефтинг (Victorine Hefting, 1948—1950);
- Дирк Балфорт (Dirk Balfoort, 1951);
- Луи Вейсенбек (Louis Wijsenbeek, 1951—1977);
- Тео ван Велзен (Theo van Velzen, 1977—1986);
- Хенк Овердейн (Henk Overduin, 1986—1987);
- Руди Фукс (Rudi Fuchs, 1987—1993);
- Ханс Лохер (Hans Locher, 1993—2000);
- Вим ван Кримпен (Wim van Krimpen, 2000—2008);
- Бенно Темпел (Benno Tempel, с 2009).